# Skorpion (Wappentier)

Skorpion im Wappen der Gemeinde Alfántega, Spanien

Der Skorpion ist in der Heraldik eine gemeine Figur und somit ein Wappentier.
Dargestellt wird das Tier in der Draufsicht und ist an den zwei großen Scheren, acht Beinen und an dem „bewaffneten“ Schwanz gut zu erkennen, da es dem natürlichen Tier recht nahe kommt. Es sind alle heraldische Tingierungen erlaubt. Liegt der Skorpion nicht pfahlgerecht und Kopf zum Schildhaupt gerichtet, ist seine Lage im Feld zu beschreiben. Auch die Richtung in die der Schwanz zeigt (rechts oder links) ist anzugeben.
Das Wappen der Familie Skorp von Freudenberg (Schweiz) ist ein redendes Wappen.
Im Wappen der Freiherren Juritschitsch (von Güns Krainer Adel) ist ein goldener Skorpion im schwarzen von Gold-Schwarz geteilten zweiten und dritten Feld des gevierten Schildes und auch im Oberwappen. Ein schwarzer Federbusch auf dem linken Helm ist mit dem Wappentier belegt.
Das Wappentier Skorpion wird auch in der Paraheraldik benutzt, z. B. im Firmenlogo der italienischen Automarke Abarth.

## Beispiele

Provinz Tarent
Omaruru Namibia
Provinz Ferrara